# Matthieu Bonhomme

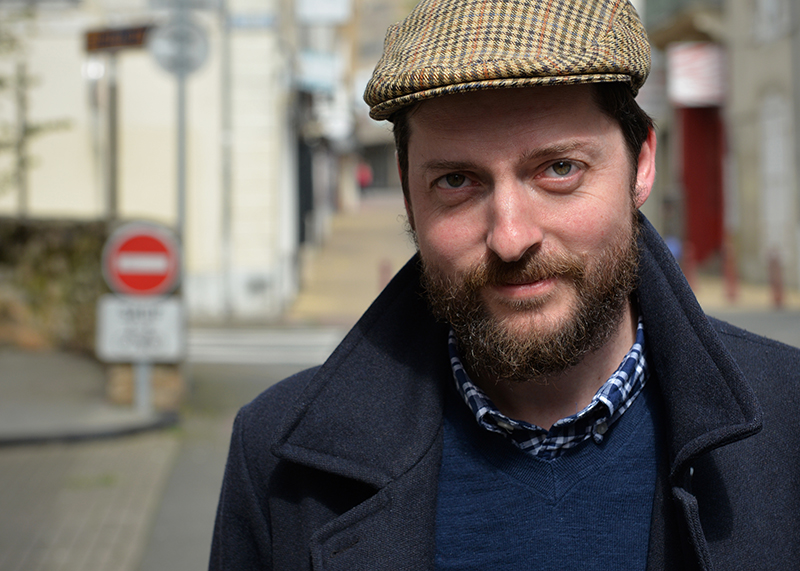
Matthieu Bonhomme (2016)

Matthieu Bonhomme (* 17. Juni 1973 in Paris) ist ein französischer Comiczeichner.

## Leben
Matthieu Bonhomme wurde 1973 in Paris geboren und stammt aus einer Künstlerfamilie. Er erlangte 1992 seinen Abschluss in Angewandter Kunst. Durch die Arbeit im Atelier von Christian Rossi lernte er die Feinheiten des Comic-Berufs kennen. In dieser Zeit hatte Bonhomme Illustrationsaufträge für die Zeitschriften Spirou, Je Bouquine und Image Doc, während er 2002 in Zusammenarbeit mit Jean-Michel Darlot seinen ersten Comic Victor et Anaïs schuf. Er trat dem Atelier des Vosges bei, wo er seine zukünftigen Autoren Gwen de Bonneval und Fabien Vehlmann kennenlernte.
Mit Vehlmann startete er seine erste Serie Le Marquis d’Anaon (Der Marquis von Anaon), die zwischen 2002 und 2008 bei Dargaud erschien. Für das Album L'âge de la raison bekam er beim Festival International de la Bande Dessinée d’Angoulême 2003 den Preis für das beste Alben-Debüt.
2016 schrieb und zeichnete er das Comic-Album L’Homme qui tua Lucky Luke (Der Mann, der Lucky Luke erschoss), in dem eine düsterere und realistischere Version des von Morris geschaffenen klassischen Comic-Cowboys die Hauptrolle spielt. 2017 erhielt er dafür den Publikumspreis in Angoulême. Auf Deutsch erschien dieses Album bei Egmont als erster Band der Lucky Luke-Hommage-Reihe. Sein zweites Album Wanted erschien als vierter Band.

## Werke (deutsch)
- Der Marquis von Anaon mit Fabien Vehlmann (ab 2002, 5 Bände, dt. bei Salleck Publications)
- Esteban (2011–2016, 2 Bände, dt. bei Salleck Publications)
- Texas Cowboys mit Lewis Trondheim (2012–2014, dt. bei Salleck Publications)
- Der Mann, der Lucky Luke erschoss (2016, dt. bei Egmont Comic Collection)
- Lucky Luke – Wanted (2021, dt. bei Egmont Comic Collection)
- Kaiserin Charlotte 2 mit Fabien Nury (2022, dt. bei Carlsen Comics)

## Auszeichnungen
- 2003: Preis für das beste Alben-Debüt, Angoulême für „L’âge de la raison“
- 2016: Prix Saint-Michel, Brüssel für „L’Homme qui tua Lucky Luke“
- 2017: Publikumspreis, Angoulême für „L’Homme qui tua Lucky Luke“
- 2017: Rudolph-Dirks-Award für Szenario „Der Mann, der Lucky Luke erschoss“